# 1-clorododecano
El 1-clorododecano, también llamado cloruro de laurilo y cloruro de dodecilo, es un compuesto orgánico de fórmula molecular C12H25Cl. Es un haloalcano lineal de doce carbonos en donde un átomo de cloro está unido a uno de los carbonos terminales.

## Propiedades físicas y químicas
A temperatura ambiente, el 1-clorododecano es un líquido aceitoso e incoloro con un olor característico. Tiene su punto de ebullición a 260 °C y su punto de fusión a -9 °C.
Posee una densidad inferior a la del agua, ρ = 0,869 g/cm³.
Su viscosidad a 20 °C es de aproximadamente 3 cP.
El valor del logaritmo de su coeficiente de reparto, logP = 6,88, indica que es mucho más soluble en disolventes apolares que en disolventes polares, siendo prácticamente insoluble en agua.
En cuanto a su reactividad, este cloroalcano es incompatible con agentes oxidantes fuertes y con bases fuertes.

## Síntesis
El 1-clorododecano se obtiene por cloración de 1-dodecanol con cloruro de tionilo o cloruro de hidrógeno/cloruro de zinc.
Esta conversión también puede llevarse a cabo con ácido clorhídrico concentrado en un reactor de microondas durante 10 minutos a 90 W de potencia y 130-170 °C de temperatura; el rendimiento con este método es del 53%.
Igualmente es posible acometer esta misma reacción con trifenilfosfina y dicloroselenuranos a temperatura ambiente.
Otra forma de preparar 1-clorododecano es por fotocloración de dodecano en presencia de zeolitas.

Una vía de síntesis alternativa es por descarboxilación de cloroformiato de dodecilo empleando como catalizador dimetilformamida, obteniéndose 1-clorododecano con un rendimiento del 91%.
Asimismo, la reacción entre 1-(feniltelanil)dodecano y cloruro de sulfurilo da lugar al correspondiente telurodicloruro, cuya descomposición a 100 °C en dimetilformamida produce 1-clorododecano con un rendimiento del 91%.

## Usos
El 1-clorododecano es un intermediario importante y se usa ampliamente en síntesis de tensoactivos, medicamentos y pesticidas.
Se ha empleado en alquilación de aminas primarias —por ejemplo con metilamina para formar la correspondiente amina secundaria—, en alquilación de estireno, reacción catalizada por cobalto y en reacciones de acoplamiento con compuestos de alquilboro (reacción de Suzuki-Miyaura) promovidas por complejos de paladio y níquel.
También se usa para preparar dodecano por reacción con carbenos boranos N-heterocíclicos, si bien el rendimiento es sensiblemente menor que cuando se emplea 1-iodododecano.

## Precauciones
El 1-clorododecano es un compuesto combustible que tiene su punto de inflamabilidad a 130 °C y su temperatura de autoignición a 190 °C. Al arder puede desprender humos tóxicos con cloruro de hidrógeno y monóxido de carbono. Asimismo, el contacto con este producto provoca irritación en piel y en ojos.